# 福士蒼汰
福士 蒼汰（ふくし そうた、1993年〈平成5年〉5月30日 - ）は、日本の俳優。
東京都出身。研音所属。

## 略歴

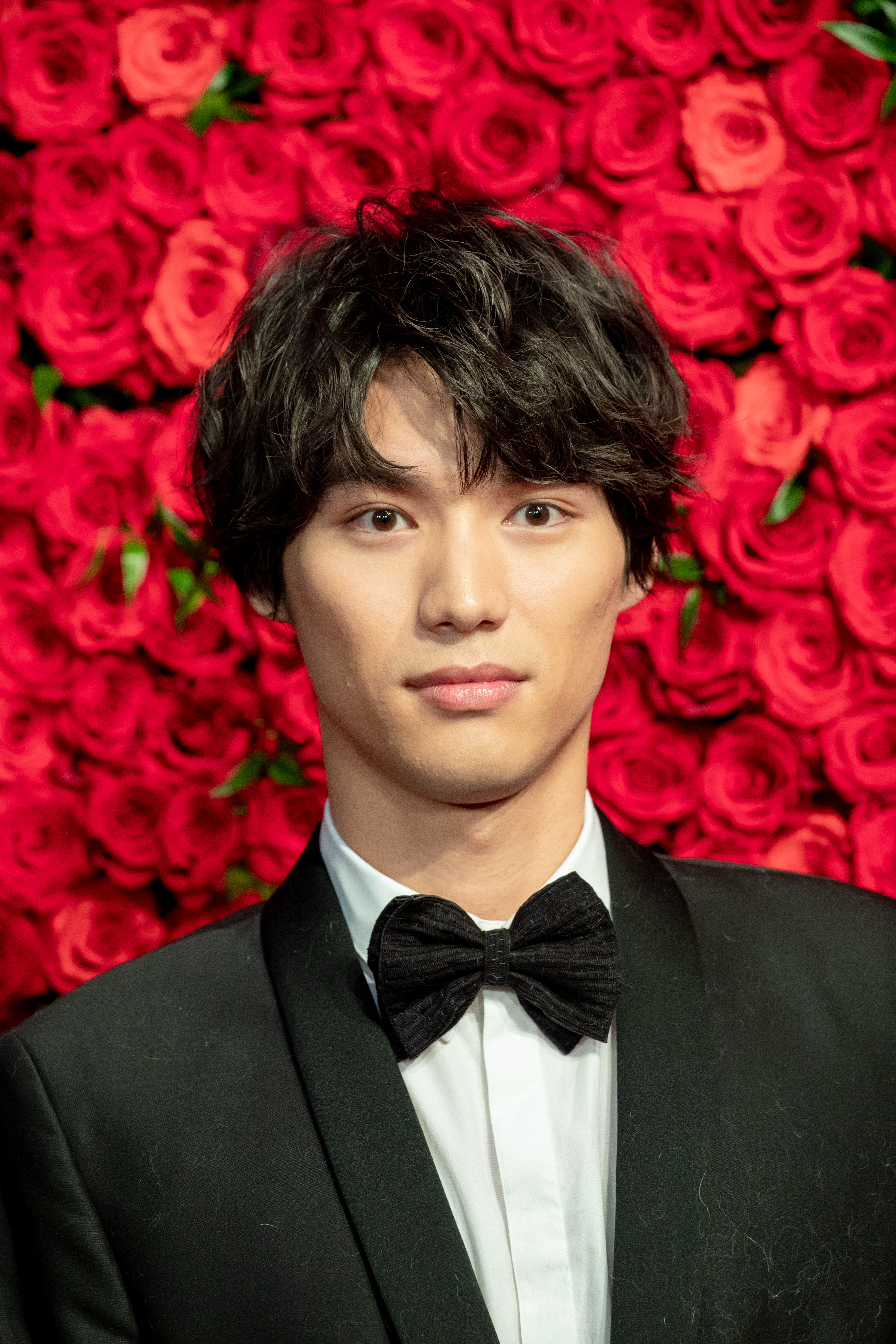
第31回東京国際映画祭にて（2018年10月）

友人の付き添いで初めて渋谷に行った際、声をかけられて撮影された写真が雑誌に掲載される。2010年にその写真を見た研音の担当者にスカウトされ、同年9月から研音に所属する。
2011年1月、『美咲ナンバーワン!!』（日本テレビ）にて俳優デビュー。同年9月より『仮面ライダーフォーゼ』（テレビ朝日）の主人公・如月弦太朗役でテレビドラマ初主演、放送開始前の8月に公開された『劇場版 仮面ライダーオーズ WONDERFUL 将軍と21のコアメダル』で映画初出演、12月に公開された『仮面ライダー×仮面ライダー フォーゼ&オーズ MOVIE大戦MEGA MAX』で映画初主演を務める。
2013年上半期に放送された、NHK連続テレビ小説『あまちゃん』のヒロインが一目惚れする高校の先輩・種市浩一役を演じた。その後も映画『図書館戦争』、『江ノ島プリズム』などに出演し、オリコン調べによる「2013年上半期ブレイク俳優ランキング」で1位、「2014年ブレイク俳優ランキング」で第1位にランクインした。
2015年、映画『好きっていいなよ。』、『神さまの言うとおり』『イン・ザ・ヒーロー』の3作品で第38回日本アカデミー賞 新人俳優賞を受賞。同年7月期の『恋仲』でフジテレビ「月9」初主演。
2016年に『ぼくは明日、昨日のきみとデートする』、2017年に『無限の住人』・『ちょっと今から仕事やめてくる』など話題作の映画に立て続けに出演した。同年12月公開の映画『仮面ライダー平成ジェネレーションズ FINAL ビルド&エグゼイドwithレジェンドライダー』では、5年振りに如月弦太朗を演じた。
2021年2月、『神様のカルテ』（テレビ東京）では、初めての医師役で主人公の内科医・栗原一止を演じた。

## 人物
- 中学までバスケットボール部、高校からダブルダッチ部に所属[3]。
- 憧れの俳優は香川照之[14]および岡田准一[15]、岡田の影響によりジークンドー、カリを習い始めた[16]。目標は時代劇などにも出演し、香川のように幅のある役者になること[3][14]。
- デビューから3か月後に『仮面ライダーフォーゼ』の主役オーディションにて、約3千人の中から抜擢された[17]。その中には歌星賢吾役で共演する高橋龍輝がいたが、最終面接で相手を選んで行う審査の際には福士が高橋を選び、一緒に渡されたお題の台詞で掛け合いをした[18]。
- 『フォーゼ』の劇中の髪型（リーゼント）が印象的過ぎて普段の髪型では弦太朗だと気づかれないため、子供に声をかけられたことがほとんどなかった[19]。
- 特技はバク転と英会話で[1]、英検2級を所持している[3]。第9回ローマ国際映画祭では英語のスピーチを披露した[20]。

## 受賞歴
- 第38回エランドール賞新人賞（2014年）[21]
- 第38回日本アカデミー賞新人俳優賞（『好きっていいなよ。』、『イン・ザ・ヒーロー』、『神さまの言うとおり』）（2015年）[22]
- ジャパンアクションアワード2019 ベストアクション男優優秀賞（『BLEACH』、『曇天に笑う』）[23]

## 出演
主演作は、作品名と役名を太字で表記。

### テレビドラマ
- 美咲ナンバーワン!!（2011年1月12日 - 3月16日、日本テレビ） - 村野蒼汰 役[1]
- 生まれる。（2011年4月22日 - 6月24日、TBS） - 山中裕也 役[1]
- シマシマ（2011年4月22日 - 6月24日、TBS）  - 真菰修二 役[1]
- 仮面ライダーフォーゼ（2011年9月4日 - 2012年8月26日、テレビ朝日） - 如月弦太朗 役[24]
- あまちゃん（2013年4月1日 - 2013年9月28日、NHK総合） - 種市浩一 役[1]
- スターマン・この星の恋（2013年7月9日 - 9月10日、関西テレビ） - 星男（達也） 役[1]
- FNS27時間テレビ特別ドラマ 約1回目のプロポーズ（2013年8月4日、フジテレビ） - バイク便 役
- 海の上の診療所（2013年10月14日 - 12月23日、フジテレビ） - 三崎昇 役[1]
- TRICK 新作スペシャル3（2014年1月12日、テレビ朝日） - 水神明 役[1]
- 弱くても勝てます 〜青志先生とへっぽこ高校球児の野望〜（2014年4月12日 - 6月21日、日本テレビ） - 赤岩公康 役[1]
- きょうは会社休みます。（2014年10月15日 - 12月17日、日本テレビ） - 田之倉悠斗 役[25]
- 恋仲（2015年7月20日 - 9月14日、フジテレビ） - 三浦葵 役[10]
- 図書館戦争 ブック・オブ・メモリーズ（2015年10月5日、TBS） - 手塚光 役[1]
- お迎えデス。（2016年4月23日 - 6月18日、日本テレビ） - 堤円 役[26]
- モンタージュ 三億円事件奇譚（2016年6月25日 - 26日、フジテレビ） - 鳴海大和 役[27]
- 愛してたって、秘密はある。（2017年7月16日 - 9月17日、日本テレビ） - 奥森黎 役
- Heaven? 〜ご苦楽レストラン〜（2019年7月9日 - 9月10日、TBS） - 伊賀観 役[28]
- 4分間のマリーゴールド（2019年10月 - 12月13日、TBS） - 花巻みこと 役[29]
- 明治開化 新十郎探偵帖（2020年5月15日 - 、NHK BSプレミアム/NHK BS4K） - 結城新十郎 役[30]
- DIVER-特殊潜入班-（2020年9月22日 - 10月20日、関西テレビ・フジテレビ） - 黒沢兵悟 役[31]
- 神様のカルテ（2021年2月15日 - 3月8日 、テレビ東京） - 栗原一止 役[13]
- アバランチ（2021年10月18日 - 12月20日、カンテレ・フジテレビ系） - 西城英輔 役
- 大奥「3代・徳川家光×万里小路有功 編」（2023年1月10日 - 、NHK総合） - 万里小路有功 役[32][33]
  - 大奥 Season2「幕末編」（2023年11月7日 - 12月12日、NHK総合） - 天璋院 / 胤篤 役[34][35]
- 弁護士ソドム（2023年4月28日 - 6月16日、テレビ東京） - 小田切渉 役[36]
- アイのない恋人たち（2024年1月21日 - 3月17日、朝日放送テレビ・テレビ朝日） - 久米真和 役[37][38]
- アクターズ・ショート・フィルム4「イツキトミワ」（2024年3月22日、WOWOW） - 出演・脚本・監督[39][40]

### 映画
- 仮面ライダーシリーズ（2011年 - 2017年、東映） - 如月弦太朗 / 仮面ライダーフォーゼ 役
  - 劇場版 仮面ライダーオーズ WONDERFUL 将軍と21のコアメダル（2011年8月6日） - 特別出演[1]
  - 仮面ライダー×仮面ライダー フォーゼ&オーズ MOVIE大戦MEGA MAX（2011年12月10日） - 主演[注 1][1]
  - 仮面ライダー×スーパー戦隊 スーパーヒーロー大戦（2012年4月21日）[1]
  - 仮面ライダーフォーゼ THE MOVIE みんなで宇宙キターッ!（2012年8月4日） - 主演[1]
  - 仮面ライダー×仮面ライダー ウィザード&フォーゼ MOVIE大戦アルティメイタム（2012年12月8日） - 主演[注 2][1]
  - 仮面ライダー×スーパー戦隊×宇宙刑事 スーパーヒーロー大戦Z（2013年4月27日） - 仮面ライダーフォーゼの声 役[1]
  - 仮面ライダー平成ジェネレーションズ FINAL ビルド&エグゼイドwithレジェンドライダー（2017年12月9日）[41]
- ぼくが処刑される未来（2012年11月23日、東映） - 浅尾幸雄 役[注 3][1]
- 図書館戦争シリーズ（東宝）- 手塚光 役
  - 図書館戦争（2013年4月27日）[1]
  - 図書館戦争 THE LAST MISSION（2015年10月10日公開）[1]
- 江ノ島プリズム（2013年8月10日） - 城ヶ崎修太 役[1]
- 好きっていいなよ。（2014年7月12日、松竹） - 黒沢大和 役[注 4][1]
- イン・ザ・ヒーロー（2014年9月6日、東映） - 一ノ瀬リョウ役[1]
- 神さまの言うとおり（2014年11月15日、東宝） - 高畑瞬 役[1]
- ストロボ・エッジ（2015年3月14日、東宝） - 一ノ瀬蓮 役[注 5][42]
- ぼくは明日、昨日のきみとデートする（2016年12月17日、東宝） - 南山高寿 役[43]
- 無限の住人（2017年4月29日、ワーナー・ブラザース映画） - 天津影久 役
- ちょっと今から仕事やめてくる（2017年5月27日、東宝） - ヤマモト 役 [44]
- 曇天に笑う（2018年3月21日、松竹） - 曇天火 役
- ラプラスの魔女（2018年5月4日、東宝） - 甘粕謙人 役
- BLEACH 死神代行篇（2018年7月20日[45]、ワーナー・ブラザース映画） - 黒崎一護 役 [46]
- 旅猫リポート（2018年10月26日、松竹） - 宮脇悟 役
- ザ・ファブル（2019年6月21日、松竹） - フード 役[47]
- カイジ ファイナルゲーム（2020年1月10日、東宝） - 高倉浩介 役[48]
- 湖の女たち（2024年5月17日、東京テアトル・ヨアケ） - 濱中圭介 役[49][50]
- 楓（2025年12月19日公開予定、東映 / アスミック・エース） - 涼 役[注 6][51]

### Webドラマ
- 愛してたって、秘密はある。 オリジナルストーリー （2017年9月17日・24日、Hulu） - 奥森黎 / 朔 役
- 星から来たあなた （2022年2月23日、全10話、Amazon Original） - 主演・東山満 役[52]
- NoMAD Workout-FUKUトレin NY-（2023年5月6日 - 31日〈予定〉、U-NEXT）[53] - トレーナーFUKU 役
- THE HEAD Season2（2023年6月17日配信、Hulu） - ユウト 役[54][55]
- この恋、通訳できますか?（2024年、Netflix）主演[56]

### 劇場アニメ
- 名探偵コナン 異次元の狙撃手（2014年4月19日、東宝） - ケビン・ヨシノ 役[1]

### オリジナルビデオ
- 仮面ライダーシリーズ
  - 仮面ライダーフォーゼ アストロスイッチひみつレポート（2012年） - 如月弦太朗 役
  - 仮面ライダーフォーゼ 超バトルDVD 友情のロケットドリルステイツ（2012年） - 如月弦太朗  役

### ネットムービー
- 仮面ライダーシリーズ
  - ネット版 仮面ライダー×スーパー戦隊 スーパーヒーロー大変 〜犯人はダレだ?!〜（2012年、東映） - 如月弦太朗 役
  - ネット版 仮面ライダーフォーゼ みんなで授業キターッ!（2012年、東映） - 如月弦太朗 役

### ゲーム
- 仮面ライダーバトル ガンバライド（2011年 - 2013年、アーケード） - 仮面ライダーフォーゼ 役
- 仮面ライダー クライマックスヒーローズ シリーズ - 仮面ライダーフォーゼ 役
  - 仮面ライダー クライマックスヒーローズ フォーゼ（2011年12月1日、Wii・PSP）
  - 仮面ライダー 超クライマックスヒーローズ（2012年11月29日、Wii・PSP）
- オール仮面ライダー ライダージェネレーション2（2012年8月2日、DS・PSP） - 仮面ライダーフォーゼ 役
- HEROES' VS（2013年2月7日発売、PSP） - 仮面ライダーフォーゼ 役[57]
- 仮面ライダー バトライド・ウォー シリーズ - 仮面ライダーフォーゼ 役
  - 仮面ライダー バトライド・ウォー（2013年5月23日、PS3）
- 仮面ライダーバトル ガンバライジング（2013年 - 2023年、アーケード） - 仮面ライダーフォーゼ 役
- 仮面ライダー トラベラーズ戦記（2013年11月28日、3DS） - 仮面ライダーフォーゼ 役
- 仮面ライダーバトル ガンバレジェンズ（2023年、アーケード） - 仮面ライダーフォーゼ 役

### ドキュメンタリー番組
- 私たちに戦争を教えてください（2015年8月15日、フジテレビ） - ナビゲーター[58]

### CM
- セブン&アイ・ホールディングス「セブン-イレブン 仮面ライダースタンプラリー」（2011年）[1]
- バンダイ「仮面ライダーチョコビスケット」（2012年）[1]
- 日本マクドナルド「ハッピーセット 仮面ライダーフォーゼ」（2012年）[1]
- バンダイナムコゲームス「ライダージェネレーション2」（2012年）[1]
- 109 MEN'S 2012 秋イメージモデル（2012年）[1]
- はるやま商事「フレッシャーズキャンペーン」（2013年）[1]
- スクウェア・エニックス「ブラッドマスク」（2013年）[1]
- シード（2013年）[1]
- エースコック「スープはるさめ」（2013年）[1]
- KDDI[注 7]「au 4G LTE」（2014年）[1]
- ロッテ「Fit's」、「クーリッシュ」（2014年）[1]
- アサヒ飲料「三ツ矢サイダー」（2014年）[1]
- 花王「リセッシュ」（2014年）[1]
- みずほフィナンシャルグループ（2015年）[1]
- セイコーウオッチ「WIRED」「WIRED f」（2015年）[1]
- YKK AP「ツーアクション窓」（2015年）[1]
- イー・ラーニング研究所「スクールTV」（2016年）[1]
- 花王「ケープ」（2017年）
- 東京シティ競馬（2023年）[59]
- ニベア花王「美容オイルクレンズ」（2023年）[60]
- 東映アニメーション ONE PIECE「#ひとつなぎの150秒」（2023年）[61]

### PV
- 伊東祥平「WE AER YOUNG（featuring 川口春奈）」（2013年）[1]
- RADWIMPS「TWILIGHT」（2021年）

### 舞台
- 劇団☆新感線『髑髏城の七人』Season月 上弦の月（2017年11月23日 - 2018年2月21日、IHIステージアラウンド東京） - 捨之介役[62]
- ヴィレッヂプロデュース2020 Series Another Style『浦島さん』（2020年10月4日 - 2020年10月17日、東京建物 Brillia HALL） - 浦島太郎役[63]
- 朗読劇『忘れえぬ 忘れえぬ』『不帰の初恋、海老名SA』『カラシニコフ不倫海峡』（2021年4月22日 東京公演・2021年4月30日 - 5月2日 大阪公演 上演予定、作・演出：坂元裕二、東京公演　よみうり大手町ホール・大阪公演　松下IMPホール）[64]
- 劇団☆新感線 42周年興行 春公演 いのうえ歌舞伎『神州無頼街』(2022年3月17日～29日 オリックス劇場、4月9日～12日 富士市文化会館ロゼシアター 大ホール、4月26日～5月28日 東京建物Brillia HALL）- 秋津永流役[65]

## ディスコグラフィ
- あまちゃん 歌のアルバム（2013年8月28日、ビクターエンタテインメント）
  - 磯野先生（皆川猿時） & 北三陸高校潜水土木科生徒たち[メンバー 1]「南部ダイバー（教室バージョン）」

## 書籍

### 写真集
- 福士蒼汰ファースト写真集 After Chicken Rice Go To Merlion（2012年5月30日、東京ニュース通信社）ISBN 978-4-86336-234-5[1]
- MEN'S PHOTORE VOL.2 福士蒼汰（2012年8月22日、東京ニュース通信社）ISBN 978-4-86336-262-8
- 福士蒼汰2nd写真集『Blue』（2013年9月20日、ワニブックス）ISBN 978-4-8470-4571-4[1]
- フォトブック『福士蒼汰の「初めての◯◯」』（2015年6月5日、主婦の友社）ISBN 978-4-07-412346-9[66][67]
- 福士蒼汰 写真集「SOTA FUKUSHI」（2018年12月1日、東京ニュース通信社）ISBN 978-4-86336-840-8

### カバーモデル
- 駅彼―それでも、好き。―（2013年6月25日、集英社ピンキー文庫）※表紙
- 駅彼―もっと、きみを好きになる。―（2013年12月25日、集英社ピンキー文庫）※表紙
- 駅彼―それでも、好き。― コミカライズ（2013年12月25日、マーガレットコミックス）※表紙